# توما براوو
توما براوو (انگلیسی: Thoma Bravo) شرکت سرمایه‌گذاری آمریکایی است، که در سال ۲۰۰۸ تأسیس شد.